# Jesús Rubio
Jesús Everardo Rubio Quintero (Culiacán, Sinaloa, México; 24 de diciembre de 1996), conocido futbolísticamente como Ever Rubio, es un futbolista mexicano. Juega de defensa central y su equipo actual es el Club Sport Cartaginés de Costa Rica.

## Trayectoria
Rubio comenzó su carrera en el Murciélagos F.C. en el Ascenso de México en 2015, luego jugó para el Pacific F.C. de la Liga Premier de México antes de mudarse a los Estados Unidos.
Fichó en el año 2019 por el Tacoma Defiance y en 2020 por los Colorado Springs de la USL.
| Club                  | País           | Año           |
| --------------------- | -------------- | ------------- |
| Murciélagos F.C.      | México         | 2013-2019     |
| Pacific F.C.          | México         | 2017-2018     |
| Tacoma Defiance       | Estados Unidos | 2019          |
| Switchbacks           | Estados Unidos | 2020 - 2021   |
| Chalatenango          | El Salvador    | 2021          |
| Santos de Guápiles    | Costa Rica     | 2021-2022     |
| Club Tijuana (cedido) | México         | 2022-2023     |
| Herediano (cedido)    | Costa Rica     | 2023-presente |

## Palmarés

### Títulos nacionales
| Título                         | Club                 | País       | Año  |
| ------------------------------ | -------------------- | ---------- | ---- |
| Supercopa de Costa Rica        | C. S. Herediano      | Costa Rica | 2024 |
| Primera División de Costa Rica | Club Sport Herediano | Costa Rica | 2024 |